# Sudamericano de Rugby M21 2005
El Sudamericano de Rugby M21 de 2005 fue la octava edición del torneo para menores de 21 años que organizaba la Confederación Sudamericana de Rugby. Se celebró en Paraguay en la sureña ciudad de Encarnación y el escenario deportivo elegido fue la cancha del Encarnación Rugby Club.

## Equipos participantes
- Selección juvenil de rugby de Argentina (Pumas M21)
- Selección juvenil de rugby de Chile (Cóndores M21)
- Selección juvenil de rugby de Paraguay (Yacarés M21)
- Selección juvenil de rugby de Uruguay (Teros M21)

## Posiciones
| Pos. | Equipo    | Encuentros | Encuentros | Encuentros | Encuentros | Tantos  | Tantos    | Tantos     | Puntos |
| Pos. | Equipo    | jugados    | ganados    | empatados  | perdidos   | a favor | en contra | diferencia | Puntos |
| ---- | --------- | ---------- | ---------- | ---------- | ---------- | ------- | --------- | ---------- | ------ |
| 1    | Argentina | 3          | 3          | 0          | 0          | 191     | 3         | + 188      | 9      |
| 2    | Uruguay   | 3          | 2          | 0          | 1          | 37      | 120       | - 83       | 6      |
| 3    | Chile     | 3          | 1          | 0          | 2          | 35      | 75        | - 40       | 3      |
| 4    | Paraguay  | 3          | 0          | 0          | 3          | 37      | 102       | - 65       | 0      |

Nota: Se otorgan 3 puntos al equipo que gane un partido, 1 al que empate y 0 al que pierda

## Resultados

### Primera Fecha
| 10 de abril 13:45 | Paraguay | 22 - 24 | Uruguay | cancha del Encarnación RC, Encarnación, Paraguay |  |
|                   |          | Reporte |         |                                                  |  |

| 10 de abril 15:30 | Argentina | 47 - 3  | Chile | cancha del Encarnación RC, Encarnación, Paraguay |  |
|                   |           | Reporte |       |                                                  |  |

### Segunda Fecha[3]
| 13 de abril 13:45 | Argentina | 52 - 0  | Paraguay | cancha del Encarnación RC, Encarnación, Paraguay |  |
|                   |           | Reporte |          |                                                  |  |

| 13 de abril 15:30 | Uruguay | 13 - 6  | Chile | cancha del Encarnación RC, Encarnación, Paraguay |  |
|                   |         | Reporte |       |                                                  |  |

### Tercera Fecha[4]
| 16 de abril 13:45 | Argentina | 92 - 0  | Uruguay | cancha del Encarnación RC, Encarnación, Paraguay |  |
|                   |           | Reporte |         |                                                  |  |

| 16 de abril 15:30 | Paraguay | 15 - 26 | Chile | cancha del Encarnación RC, Encarnación, Paraguay |  |

| Bandera de Argentina |
| Campeón Argentina    |
| Octavo título        |